# Michail Stepanowitsch Beideman
Michail Stepanowitsch Beideman (russisch Михаил Степанович Бейдеман, wiss. Transliteration Michail Stepanovič Bejdeman; auch Mikhail Stepanovich Beideman; geb. 22. Oktober 1839; gest. 17. Dezember 1887) war ein russischer Revolutionär, der während seiner langen Haft ohne Gerichtsverfahren als „geheimnisvoller Gefangener“ (russisch Таинственный узник) bekannt wurde.

## Biografie
Michail Stepanowitsch Beideman wurde in einer armen Adelsfamilie der bessarabischen Provinz geboren, die Familie hatte drei Kinder.
Er besuchte in St. Petersburg erst das Larinskaja-Gymnasium, dann das Gymnasium in Kischinjow und war nach dessen Abschluss 1856 für zwei Jahre Praktikant beim Kiewer Kadettenkorps. Nach Verlassen der Konstantin-Militärschule ließ sich Leutnant Beideman im Sommer 1860 beurlauben, um seine betagten Eltern zu besuchen, und wanderte, ohne am Dienstort zu erscheinen, heimlich nach Westeuropa aus. Außerhalb Russlands blieb er vierzehn Monate.
Er arbeitete (unter dem Namen Dobrowin) als Schriftsetzer in Herzens Londoner Druckerei.
Bei seiner Rückkehr in die Heimat wurde er an der Grenze aufgehalten und am 29. August 1861 in der Peter-und-Paul-Festung inhaftiert. Bei der Durchsuchung seiner persönlichen Gegenstände fand man ein „Manifest“ im Namen Konstantins I., das in kleine Stücke zerrissen und am Boden einer Zigarettenschachtel aufbewahrt wurde. Aus dem Text des „Manifests“ ging hervor, dass Alexander II. unrechtmäßig regierte und dass, sollte es ihm, Konstantin, gelingen, den Thron zu besteigen, „das russische Volk sich selbst regieren werde, und Beamte und alle kirchlichen Bediensteten ausgewiesen werden“ («народ русский будет управлять сам собою, чиновники и всякая канцелярская челядь изгонится»). Nachdem der Monarch vom Inhalt des Fundes erfahren hatte, ordnete er an, Beideman „ohne Gerichtsverfahren“ in den Alexei-Ravelin zu bringen und dort „bis auf weiteres“ festzuhalten. In all den folgenden Jahren der Herrschaft Alexanders II. folgte kein „besonderer Befehl“ mehr. Am 3. Juli 1881 wurde er in das Kasaner Krankenhaus für Geisteskranke verlegt, wo er starb.
Der sowjetische Stummfilm Palast und Festung (Dworez i krepost) aus dem Jahr 1924 unter der Regie von Alexander Iwanowski handelt von dem tragischen Schicksal des revolutionären Demokraten Beideman, der in der Peter-und-Paul-Festung gefangen gehalten wurde und dort als Gefangener über zwanzig Jahre im westlichen Alexei-Ravelin – Russlands geheimem Staatsgefängnis im 19. Jahrhundert – verbrachte.
Beidemans Leben wird in dem Roman Odety kamnem (dt. In Stein gehüllt und Lebendig begraben) von Olga Forsch beschrieben.
In ihrem Buch 100 welikich usnikow (100 große Gefangene) widmet die Autorin Nadeschda Ionina dem Geheimnisvollen Gefangenen Nr. 6 ein Kapitel.